# زاوية التوازي

زاوية التوازي في الهندسة الزائدية

في الهندسة الزائدية ، زاوية التوازيangle of parallelism) {\displaystyle \Pi (a)} هي الزاوية عند الرأس غير القائم الزاوية في مثلث زائدي قائم الزاوية أيضا و له ضلعان متوازيان مقاربان . تعتمد الزاوية على طول القطعةa بين الزاوية القائمة و رأس زاوية التوازي.
إذا كانت هناك نقطة ليست على خط مستقيم، فقم بإسقاط خط عمودي على الخط من هذه النقطة . ليكن a هو طول هذا المقطع العمودي، و {\displaystyle \Pi (a)} تكون أصغر زاوية بحيث لا يتقاطع الخط المرسوم عبر النقطة مع الخط المعطى. نظرًا لأن الجانبين متوازيان بشكل مقارب،
{\displaystyle \lim _{a\to 0}\Pi (a)={\tfrac {1}{2}}\pi \quad {\text{ and }}\quad \lim _{a\to \infty }\Pi (a)=0.}
هناك خمسة تعبيرات متكافئة تربط {\displaystyle \Pi (a)} و :
{\displaystyle \sin \Pi (a)=\operatorname {sech} a={\frac {1}{\cosh a}}={\frac {2}{e^{a}+e^{-a}}}\,}
{\displaystyle \cos \Pi (a)=\tanh a={\frac {e^{a}-e^{-a}}{e^{a}+e^{-a}}}\,}
{\displaystyle \tan \Pi (a)=\operatorname {csch} a={\frac {1}{\sinh a}}={\frac {2}{e^{a}-e^{-a}}}\ ,}
{\displaystyle \tan \left({\tfrac {1}{2}}\Pi (a)\right)=e^{-a},}
{\displaystyle \Pi (a)={\tfrac {1}{2}}\pi -\operatorname {gd} (a),}
حيث sinh و cosh وtanh و sech وcsch هي دوال زائدية وgd هي دالة غودرمان .

## البناء
اكتشف يانوس بولياي إنشاءً يعطي الموازي المقارب s لخط r يمر عبر نقطة A وليس على r .  قم بإسقاط خط عمودي من A إلى B على r . اختر أي نقطة C على r مختلفة عن B. أنشئ عموديًا t على r عند C. أسقط خط عموديا من A إلى D على t . عندئذٍ يكون الطول DA أطول من CB ، ولكنه أقصر من CA. أرسم دائرة حول C بنصف قطر يساوي DA . سيتقاطع مع القطعة المستقيمة AB عند النقطة E. عندها تكون الزاوية BEC مستقلة عن الطول BC ، و تعتمد فقط على AB ؛ و هي زاوية التوازي. قم بإنشاء s خلال A بزاوية BEC من AB .
{\displaystyle \sin BEC={\frac {\sinh {BC}}{\sinh {CE}}}={\frac {\sinh {BC}}{\sinh {DA}}}={\frac {\sinh {BC}}{\sin {ACD}\sinh {CA}}}={\frac {\sinh {BC}}{\cos {ACB}\sinh {CA}}}={\frac {\sinh {BC}\tanh {CA}}{\tanh {CB}\sinh {CA}}}={\frac {\cosh {BC}}{\cosh {CA}}}={\frac {\cosh {BC}}{\cosh {CB}\cosh {AB}}}={\frac {1}{\cosh {AB}}}\,.}
راجع علم مثلثاث المثلثات القائمة لمعرفة الصيغ المستخدمة هنا.

## التاريخ
تم تطوير زاوية التوازي في عام 1840 في المنشور الألماني "Geometrische Unter suchungen zur Theory der Parallellinien" بقلم نيكولاي لوباتشيفسكي .
أصبح هذا المنشور معروفًا على نطاق واسع باللغة الإنجليزية بعد أن قام الأستاذ من تكساس جي بي هالستيد بترجمة الكتاب في عام 1891. ( أبحاث هندسية حول نظرية المتوازيات )
تتناول المقاطع التالية هذا المفهوم المحوري في الهندسة الزائدية:
الزاوية HAD بين HA الموازي وAD العمودي تسمى زاوية التوازي (زاوية التوازي) والتي سنشير إليها هنا بـ Π(p) لـ AD = p .  :13

## التوضيح

زاوية التوازي، Φ ، يمكن صياغتها على النحو التالي: (أ) الزاوية بين المحور x والخط الممتد من x ، مركز Q ، إلى y ، نقطة تقاطع Q مع المحور y، و(ب) الزاوية من مماس Q عند y إلى المحور y.
هذا الرسم البياني، مع المثلث المثالي الأصفر، يشبه الرسم البياني الموجود في كتاب سموجورزيفسكي.

في نموذج بوانكاريه لنصف المستوى للمستوى الزائدي (انظر الحركات الزائدية )، يمكننا إقامة علاقة Φ مع a باستخدام الهندسة الإقليدية . ليكن Q هو نصف الدائرة التي يبلغ قطرها على المحور السيني والتي تمر عبر النقطتين (1,0) و(0, y )، حيث y > 1. نظرًا لأن Q مماس لنصف الدائرة الوحدوية التي يقع مركزها في الأصل، فإن نصفي الدائرتين يمثلان خطوطًا زائدية متوازية . يتقاطع المحور y مع نصفي الدائرة، مما يشكل زاوية قائمة مع نصف الدائرة الوحدوية و زاوية متغيرة Φ مع Q. الزاوية في مركز Q التي يحيط بها نصف القطر إلى (0، y ) هي أيضًا Φ لأن الزاويتين لهما جوانب متعامدة، من الجانب الأيسر إلى الجانب الأيسر، و من الجانب الأيمن إلى الجانب الأيمن كذلك. نصف الدائرة Q يقع مركزها عند ( x ، 0)، x < 0، لذا نصف قطرها هو 1 − x . و بالتالي، فإن مربع نصف قطر Q هو
{\displaystyle x^{2}+y^{2}=(1-x)^{2},}
لذلك
{\displaystyle x={\tfrac {1}{2}}(1-y^{2}).}
مقياس نموذج نصف المستوى لبوانكاريه للهندسة الزائدية يحدد المسافة على الشعاع {(0، ي ) : y > 0 } بمقياس لوغاريتمي. دع المسافة الزائدية من (0، ي ) إلى (0، 1) كن ، لذا: log y − log 1 = a، لذا y = e a حيث e هو أساس اللوغاريتم الطبيعي . و من ثم يمكن استنتاج العلاقة بين Φ و a من المثلث {( x , 0)، (0, 0)، (0, y )}، على سبيل المثال:
{\displaystyle \tan \phi ={\frac {y}{-x}}={\frac {2y}{y^{2}-1}}={\frac {2e^{a}}{e^{2a}-1}}={\frac {1}{\sinh a}}.}